# Jonathan Betancourt
Jonathan Betancourt (Esmeraldas, Ecuador; 14 de febrero de 1995) es un futbolista ecuatoriano. Juega como delantero y su equipo actual es Chacaritas de la Serie B de Ecuador.

## Selección nacional

### Categorías inferiores

#### Participaciones en Sudamericanos
| Campeonato                  | Sede    | Resultado    | Partidos | Goles |
| --------------------------- | ------- | ------------ | -------- | ----- |
| Sudamericano Sub-20 de 2015 | Uruguay | Primera fase | 2        | 0     |

## Estadísticas

### Clubes
Actualizado al último partido disputado el 29 de octubre de 2023.
| Club                 | País          | Año           | Partidos | Goles |
| -------------------- | ------------- | ------------- | -------- | ----- |
| Espoli               | Ecuador       | 2012          | 28       | 3     |
| Norte América        | Ecuador       | 2013          | 8        | 1     |
| Porto Sub-19         | Portugal      | 2013-2014     | -        | -     |
| Gondomar S. C.       | Portugal      | 2014-2015     | 0        | 0     |
| Deportivo Azogues    | Ecuador       | 2015          | 5        | 0     |
| Norte América        | Ecuador       | 2015          | 18       | 12    |
| Aucas                | Ecuador       | 2016          | 30       | 2     |
| Liga de Quito        | Ecuador       | 2017          | 35       | 6     |
| Barcelona S. C.      | Ecuador       | 2018          | 29       | 0     |
| Universidad Católica | Ecuador       | 2019-2020     | 22       | 0     |
| Querétaro F. C.      | México        | 2020          | 12       | 0     |
| Cimarrones de Sonora | México        | 2021          | 18       | 4     |
| Dorados de Sinaloa   | México        | 2021-2022     | 36       | 6     |
| Delfín S. C.         | Ecuador       | 2022          | 14       | 0     |
| Deportivo Garcilaso  | Perú          | 2023          | 31       | 3     |
| La Unión             | Ecuador       | 2024          | 0        | 0     |
| Chacaritas           | Ecuador       | 2025-act.     | 0        | 0     |
| Total carrera        | Total carrera | Total carrera | 286      | 37    |